# Horrible Histories (série de televisão)
Horrible Histories (bra: Deu a Louca na História; prt: Histórias Horríveis) é uma série de televisão britânica de comédia infantojuvenil, inspirada nas histórias da coleção infantil de mesmo nome, escritos por Terry Deary. A série foi produzida para a CBBC, pela Lion Television e Citrus Television; e foi ao ar entre os anos se 2009 até 2013 por cinco temporadas de treze episódios com duração de trinta minutos, com pontuais promoções sazonais e Olímpicos adicionais.
A série exerce sobre o estilo gráfico e grande parte do conteúdo da versão literária. Ele mantém um foco irreverente, mas precisa geralmente da franquia nos aspectos escuros, horríveis ou escatológicas dos britânicos e outro mundo ocidental da história, abrangendo desde a Idade da Pedra até a era pós-Segunda Guerra Mundial. Épocas históricas individuais ou civilizações são definidas e nomeadas como nos livros, com esboços de vários períodos de tempo diferentes combinados em um único episódio utilizando muitas vezes live-action, outras mídias ou paródias do Reino Unido, celebridades e vídeos de música que são intercaladas com animações e questionários. A trupe é estrelada por Mathew Baynton, Simon Farnaby, Martha Howe-Douglas, Jim Howick, Laurence Rickard e Ben Willbond ao lado de um grande elenco de apoio liderado por Sarah Hadland, Lawry Lewin, Alice Lowe e Dominique Moore. O rato fantoche "narrador", Rattus Rattus, aparece em segmentos curtos, explicando a base real para cada desenho.
A equipe de criação foi em grande parte recrutados do Reino Unido para desenvolver cenas de comédia. Eles se inspiraram nos clássicos de história-comédia, tipicamente britânica, como nos filmes Blackadder e os Monty Python. A série foi um sucesso de crítica e classificações, acabou ganhando um grande público de todas as idades através da sua abordagem não condescendente e inclusivo. Ele já ganhou inúmeros prêmios nacionais e internacionais e foi nomeado entre as maiores séries de televisão para crianças britânicas de todos os tempos.
No Brasil, estreou no canal aberto TV Cultura em 25 de abril de 2011 às 17h30 e que em 18 de julho do mesmo ano, devido a reclassificação indicativa de 12 anos, passou para às 18h45 durando até 12 de março de 2012. A série foi exibida pelo canal público TV Escola, no qual encerrou as transmissões em 2016, e em Portugal, ainda é exibida no canal RTP2.
Em 2011, um game show spin-off, Horrible Histories: Gory Games, foi lançado na CBBC. No mesmo ano, a série original foi remontada para o canal principal BBC One como Horrible Histories with Stephen Fry, tendo Fry como apresentador, substituindo o rato fantoche.
Em fevereiro de 2015, após quase dois anos sem novos episódios, o programa foi renovado para uma sexta temporada, com um formato diferente, e outros atores. A sexta temporada começou em 7 de fevereiro do mesmo ano, com um episódio especial sobre o aniversário de 800 anos da Magna Carta.
Com o novo formato, foram produzidos episódios especiais, baseados na vida de famosas personalidades históricas, tais como: Winston Churchill, Jorge III do Reino Unido e Boadiceia.